# Khagenkot
Khagenkot (nepalski: खगेनकोट) – gaun wikas samiti w zachodniej części Nepalu w strefie Bheri w dystrykcie Jajarkot. Według nepalskiego spisu powszechnego z 2001 roku liczył on 675 gospodarstw domowych i 3579 mieszkańców (1742 kobiet i 1837 mężczyzn).